# Борейчук Віктор Євгенович
Віктор Євгенович Борейчук (нар. 31 січня 1950, Тернопіль, УРСР) — радянський футболіст. півзахисник. 
Вперше зіграв за «Карпати» (Львів) 31 травня 1974 року у матчі проти ворошиловоградської «Зорі».